# 馬克·加尼爾
馬克·加尼爾，OBE（英語：Mark Garnier，1963年2月26日—）是一位英格蘭政治人物，他的黨籍是保守黨。自2010年開始，他擔任懷爾森林選區選出的英國下議院議員。他出生在倫敦。
2017年，加尼爾由於让其秘书帮他的妻子与情妇购买情趣用品，遭英国内阁办公厅调查。调查结果称加尔尼并未触犯法律且事情发生于就任大臣之前。